# هسته فریت

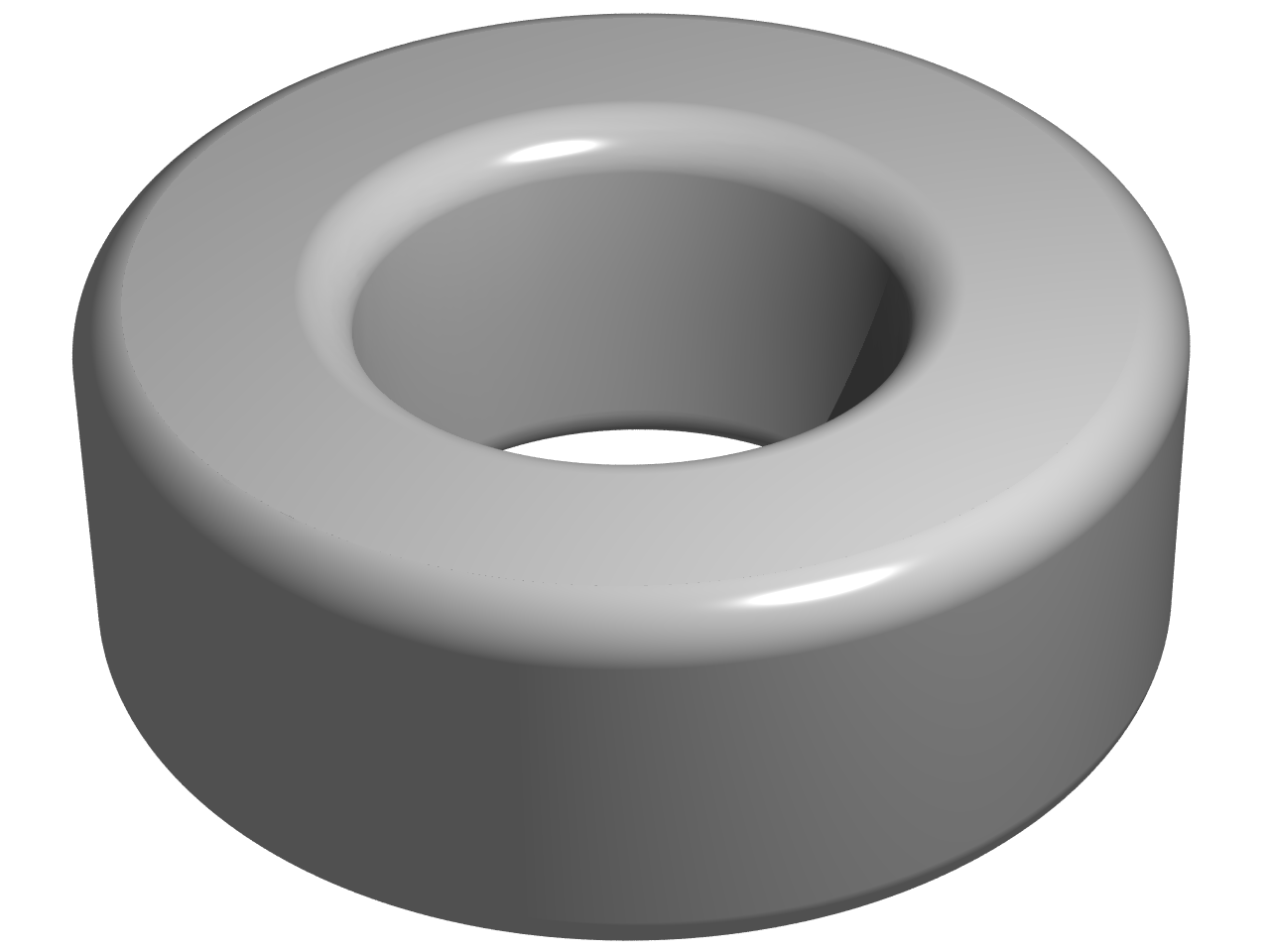
هسته فریت

در الکترونیک هسته فریت (انگلیسی: Ferrite core) گونه‌ای از هسته‌های مغناطیسی است که بفر روی آن سیم‌پیچی‌های ترانسفورماتور نصب می‌شود. از ویژگیهای این هسته تراوایی مغناطیسی زیاد و رسانایی الکتریکی کم (باعث کاهش جریان گردابی می‌شود) می‌توان ذکر کرد. برای نمونه منبع تغذیه سوئیچینگ از این نوع هسته در آن به کار رفته‌است.